# El déspota
El déspota (título original: Hobson's Choice) es una película británica de David Lean de 1954. Su protagonista es Charles Laughton. Se basa en la comedia teatral del mismo título, de Harold Brighouse, de 1915.[cita requerida]
Es la tercera adaptación cinematográfica de una popular obra teatral de Harold Brighouse, ya filmada por Percy Nash (1920) y Thomas Bentley (1931), que en 1983 tendría una versión televisiva dirigida por Gilbert Cates.

## Argumento
La historia se sitúa en Inglaterra, en el final de la era victoriana. El protagonista de la película es el exitoso zapatero Henry Horacio Hobson, viudo y padre de tres hijas que vive en Salford. Las tres hijas dirigen la zapatería y se ocupan de la casa del padre, que prefiere estar en la taberna. Sin embargo, él es el Señor de la Casa. Así que decide que las dos últimas hijas, Alicia y Vicky, que son las más bonitas, deben casarse con un hombre de su elección, mientras que su hija mayor de más de 30 años de edad, Maggie, debe organizar la casa y el negocio. Maggie, sin embargo prefiere estar con Willie Mossop, un empleado de la zapatería, que ha contribuido en mucho con su trabajo de calidad al éxito de la zapatería.
Willie es un simple muchacho. Él no tiene nada excepto su trabajo. Maggie dice a Willie, que quiere casarse con él y abrir juntos una zapatería, ya que la zapatería se mantiene por las dotes de Willie como zapatero y sus dotes como vendedora de zapatos y organizadora del negocio. Willie está perplejo, pero le informa a ella, que él tiene al respecto el problema, que ya está prometido. Por ello Maggie se encarga de acabar esa relación, que era tiránica para el.
Hay pelea por ello con su padre y Maggie decide entonces abrir el nuevo negocio junto con Willie. Consigue el dinero prestado de la Señora Hepworth, una rica cliente, que es consciente de lo bien que trabaja Willie. En la noche antes de la boda Hobson cae en un sótano borracho y se muestra preocupado por su reputación después de lo ocurrido. Maggie resuelve el asunto, de manera que sus hermanas puedan contraer matrimonio con sus amigos con una dote. A cambio, a través de su influencia, ella se encarga que la acusación no prospere.
Sin embargo, Henry Hobson está más tarde asustado sobre el nuevo desarrollo y molesto. Él sufre y comienza a beber aún más. Willie recibe de Maggie la educación y se convierte en un Señor mientras que el negocio de Maggie y de Willie con el tiempo se convierte en un gran éxito. En sólo seis meses, son capaces de pagar sus deudas sin problemas a pesar de que tenían tiempo de pagarlo seis meses después. Henry Hobson, por el contrario, se vuelve alcohólico hasta que el médico le prescribe la abstinencia total para evitar que muera por ello. 
Maggie consulta con sus hermanas, pero dado que las dos jóvenes están casadas, no quieren saber nada de cuidar de su padre. Willie ofrece ahora a Hobson mantener la mitad de su zapatería, ser Willie el hombre que lo dirija, que Maggie y él ahora vivan en su casa y que Maggie le ayude en casa para así salvar su negocio y tener su casa otra vez en orden, ya que todos sus clientes importantes ahora van hacia él, mientras que ellos tendrán así una estancia mejor. Incluso Maggie está sorprendida de su capacidad de hacer negocios y Hobson, después de deliberarlo, y dándose cuenta de la nueva situación suya y de las ventajas que tiene la oferta para él en su nueva situación, finalmente consiente.

## Reparto
- Charles Laughton - Henry Horatio Hobson
- John Mills - Willie Mossop
- Brenda de Banzie - Maggie Hobson
- Daphne Anderson - Alice Hobson
- Prunella Scales - Vicky Hobson
- Richard Wattis - Albert Prosser
- Derek Blomfield - Freddy Beenstock
- Helen Haye - Sra. Hepworth
- Raymond Huntley - Nathaniel Beenstock
- Jack Howarth - Tubby Wadlow

## Producción
Cuando vio la obra teatral, David Lean se apasionó en hacer una película de ella y se convirtió en el hombre detrás de su producción. Para hacerla posible Lean reclutó a actores del norte de Inglaterra. Al principio Lean quiso reclutar a Roger Livesey para interpretar el papel del protagonista, pero al final se decidió por Charles Laughton por ser él famoso en Hollywood.
Se rodó durante 10 semanas en el estudio en Londres y solo otros 8 días en Salford. Eso fue posible, ya que el estudio London Films tiene un decorado, que es una minuciosa recreación del Mánchester de la revolución industrial.

## Recepción
La obra cinematográfica fue una de las películas más populares de 1954 en Gran Bretaña.
Decine21 escribe, que David Lean logró una de sus numerosas obras maestras en lo que hoy en día es considerado uno de los clásicos del cine británico., mientras que el ABC opina, que la película es una divertida comedia ambientada en la era Victoriana.

## Premios
- Premios BAFTA (1954): Premio al mejor film británico y 5 Nominaciones
- Festival de Berlín (1954): Oso de Oro